# 아미르 텔리고비치
아미르 텔리고비치(1968년 8월 17일, 보스니아 헤르체고비나, 사라예보 ~)는 과거 보스니아 헤르체고비나의 축구 선수이다. 현역 시절 포지션은 미드필더였다. K리그 시절 등록명은 아미르였다.

## 수상

### 개인

#### 대우 로얄즈
- K리그 도움상 : 1995년
- K리그 베스트 11 : 1995년